# Robin Gibb
Robin Hugh Gibb (Douglas, 1949. december 22. – London, 2012. május 20.) énekes és dalszövegíró, a Bee Gees együttes tagja, a Brit Birodalom Érdemrendjének kitüntetettje.
A Man sziget fővárosában, Douglasben született. Maurice Gibb (1949–2003) ikertestvére, Barry Gibb öccse, Andy Gibb bátyja. A Bee Gees tagjai közül a lesikeresebb szólókarrier az ő nevéhez kötődik. A trió Ausztráliában alakult, nagyobb sikerük azután lett, hogy visszatértek Angliába. A Bee Gees minden idők egyik legsikeresebb popcsapatának számít.

## Élete
Hugh és Barbara Gibb angol szülők harmadik gyermekeként (ikertestvére Maurice Ernest Gibb) jött világra. Gyermekéveit a Man-szigeten, majd Manchester egyik kerületében töltötte. 1958-ban Andy Gibb – a legfiatalabb Gibb – születése után a család Ausztráliába, Brisbane híres Redcliffe kerületébe költözött. A fivérek az ottani Humpybong State Schoolba jártak. Zenei karrierjük itt kezdődött, majd Angliába való visszatérésük után (1967) bontakozott ki igazán.

### Szólókarrier
Robin az együttes frontembere helyért állandóan versengett idősebb bátyjával, Barryvel. Az 1960-as évek végén emiatt vált ki az együttesből és kezdett szólókarrierbe. Közben drogproblémáiról szóló hírek is szárnyra kaptak[forrás?].
Első száma, a Saved by the Bell, sikert aratott, de albuma, a Robin's Reign kevésbé volt sikeres. Ezért Robert Stigwood közbenjárására újra összeállt testvéreivel. Az elkészült albumok mutatják azonban, hogy Robin és Barry régi jó viszonya nem állt helyre. Csak az 1970-es évek végére tűnt úgy, hogy az együttes megint egységes.
Habár Robin az együttesben maradt, tovább építgette szólókarrierjét: három új albumot adott ki az 1980-as években (How Old Are You, Secret Agent, Walls Have Eyes). Ikertestvére, Maurice hirtelen halálát követően, 2003. január 27-én jelent meg Németországban Magnet című szólóalbuma. Robin és Barry bejelentette, hogy a meghalt testvér nélkül a Bee Gees nincs többé.

### Közreműködések
2005 januárjában Robin bátyjával és más előadókkal egy szám erejéig csatlakozott a One World Project nevű kezdeményezéshez, melynek célja a 2004-es ázsiai szökőár károsultjainak megsegítése volt. A szám címe Grief Never Grows Old lett. Közreműködött benne Boy George, Steve Winwood, Jon Anderson, Rick Wakeman, Sir Cliff Richard, Bill Wyman, az America, Kenny Jones, a Chicago, Brian Wilson a The Beach Boysból, Russell Watson és Davy Spillane.

### Koncertek
2004 végén Robin nagyszabású turnéba kezdett: először Németországban és Oroszországban, majd Ázsia országaiban koncertezett. A németországi turnéról CD-t és DVD-t is megjelentetett. 2005-ben Latin Amerika államaiban zenélt. 2006 februárjában Robin és Barry egy szám erejéig újra társult. 2006-ban Robin Sanghajban, Portugáliában, a Fülöp-szigeteken, illetve Lengyelországban koncertezett.
2007-ben szülőföldjén, a Man szigeten adott koncertet a The Who, Ronan Keating és mások társaságában.
2010-ben Új-Zélandon adott koncertet.
2012-ben az 1912. április 15-én elsüllyedt Titanic áldozatainak emlékére fiával, Robin John Gibb-bel közösen komponálta meg a The Titanic Requiem című oratóriumot. A bemutatót 2012. április 10-én tartották a londoni Westminster Central Hallban a Royal Philharmonic Orchestra és az RSVP Voices előadásában. Robin Gibb ekkor már olyan súlyos beteg volt, hogy nem tudott elmenni a bemutatóra, ezért a Don't Cry Alone c. dalt, amelyen szólót énekelt, felvételről játszották le.

### Magánélet
1968-ban Robin feleségül vette Molly Hullist, a Robert Stigwood vezette kiadó titkárnőjét. A pár túlélte az 1967. november 5-i vonatszerencsétlenséget Angliában. Két gyermekük van: Spencer és Melissa. 1980-ban elváltak, Robin 1985-ben újraházasodott. Második felesége, Dwina Murphy színésznő, egy fiúval ajándékozta meg, akit Robin Johnnak kereszteltek.
Robin tagja volt a Vegetáriánus Közösségnek. Visszavonulása után az angliai Thame-ben, Oxfordshire megyében élt a The Prebendal névre hallgató birtokán, ahol egy XIII. századi apátság épületét alakították át. 2001-ben egyik hűséges rajongóját, Claire Yangot felvették házvezetőnőnek, aki ezt követően több koncertjére és útjára is elkísérte.
2009-ben azonban kiderült, hogy Claire gyermeket vár, a botrány kitörését követően a lány távozott a birtoktól és néhány hónappal később megszületett Snow Robin – a kislányt Robin Gibb hivatalosan is elismerte.
Hosszú ideig vastagbélrákkal küzdött, a Titanic Requiem bemutatója után négy nappal kómába esett, melyből 12 nap múlva magához tért, azonban a tüdőgyulladást követően – bár daganata már remisszióban volt –, veseelégtelenség okozta halálát 2012. május 20-án. Sírja a Prebendallal szemközti Saint Mary The Virgin templom kertjében van. Temetésekor a hagyományoknak megfelelően, koporsóját a Man-sziget zászlajával takarták le. A sírtól pár lépésnyire található Andy Gibb emléktáblája, jelképes sírhelye.

## Díjak
1994-ben Robin Gibb bekerült a Dalszerzők Örök Halhatatlanjai (Songwriters Hall of Fame) közé, 1997-ben pedig a Bee Gees-t sorolták be a Rock and roll nagyjai (Rock and Roll Hall of Fame) közé.
2001/2002 újévén a Brit Birodalom Rendje parancsnoki osztályával (CBE) tüntették ki, a fivéreivel együtt. 2004 májusában Robin és Barry is tiszteletbeli zenei doktori címet kapott a Manchesteri Egyetemtől.
2008-ban a Man sziget fővárosa a Freedom of the Borough-díjjal tüntette ki.

## Diszkográfia
A Bee Gees együttes az egész világon sikert aratott, számaikat mai napig több mindenki feldolgozza. Robin Gibb teljes dalkatalógusát a BMG Music Publishing adta ki.

### Albumok
- 1970 február: Robin’s Reign. Németország #19, Kanada #77
- 1970, kiadatlan: Sing Slowly Sisters.
- 1970: Salvato Dal Campanello.
- 1978: Sesame Street Fever.
- 1983 július: How Old Are You. Németország #6, Olaszország #13, Új-Zéland, Svájc #26
- 1984 június: Secret Agent. Németország #31, Svájc #20
- 1985 november: Walls Have Eyes.
- 1985 Secret Agent / Walls Have Eyes.
- 2003 január: Magnet. UK: #43, Németország #10
- 2003: Wish You Were Here.
- 2004: How Old Are You Demos.
- 2005 július: Robin Gibb with the Neue Philharmonie Frankfurt Orchestra Live
- 2006 november: My Favourite Carols
- 2006: Unique Live 2005-2006
- 2012: The Titanic Requiem by Royal Philharmonic Orchestra
- 2014: 50 St. Catherine's Drive (posztumusz)

### Kislemezek
- 1969 június: Saved by the Bell. Egyesült Királyság #2, Hollandia, Dél-Afrika #1, Németország #3
- 1969 november: One Million Years. Hollandia #6, Németország #14
- 1970 február: August, October. Egyesült Királyság #45, Németország #12
- 1978 július: Oh Darling. Egyesült Államok #15, Chile #5
- 1980 szeptember: Help Me! (Duett Marcy Levyvel). USA #50
- 1983 június: Juliet. Egyesült Királyság #94, Németország, Olaszország, Svájc #1, Ausztria #2
- 1983 október: How Old Are You. Egyesült Királyság #93, Németország #37
- 1984 január: Another Lonely Night in New York. Egyesült Királyság #71, Németország #16, Svájc #19
- 1984 május: Boys Do Fall in Love. Egyesült Királyság #71, USA #37, Dél-Afrika #7, Olaszország #10, Németország #21
- 1984 augusztus: Secret Agent.
- 1984 október: In Your Diary.
- 1985 november: Like a Fool.
- 1986 február: Toys.
- 2002 november: Please. Egyesült Királyság #23, Németország #51
- 2003 január: Wait Forever.
- 2004 január: A Lover's Prayer (Duett Alistair Griffinnel) UK #5
- 2005 december: First of May a G4-gyel
- 2006 november: Mother of Love

## Fordítás
- Ez a szócikk részben vagy egészben  a   Robin Gibb című angol Wikipédia-szócikk ezen változatának fordításán alapul.  Az eredeti cikk szerkesztőit annak laptörténete sorolja fel. Ez a jelzés csupán a megfogalmazás eredetét és a szerzői jogokat jelzi, nem szolgál a cikkben szereplő információk forrásmegjelöléseként.